# Bryum argenteum
Bryum argenteum és una espècie de molsa de la família de les briàcies. Molt comuna arreu dels Països catalans.

## Descripció
Forma gespes denses d'un a varis centímetres de gruix, brillants i argentades sobre pedres, murs o directament al sòl. Plantetes denses, erectes, d'un mil·límetre d'amplada i de 0,5 a 1 mil·límetre d'alçada. Fil·lidis amplament ovats, d'aspecte esquamós, diminuts, molts densos al llarg del caulidi, còncaus, apiculats d'àpex incolor. Sovint presenta bulbils (propàguls en forma de petit bulb) axil·lars. L'esporòfit presenta unes càpsules pèndules, el·lipsoides, allargades de fins a 2 mil·límetres, de color bru rogenc en estat madur.

## Ecologia i distribució
És una espècie cosmopolita, habita zones obertes, il·luminades, assolellades i nitrificats. És un dels pocs briòfits que creix en llocs antropitzats com ciutats, murs, esquerdes de paviment, vores de camins... la podem trobar des de l'estatge litoral fins l'alpí. Molt comuna arreu dels Països catalans. Es troba a tot el món gràcies a la introducció en molts casos per part de l'home.